# Chuck Russell
Charles "Chuck" Russell (Park Ridge, 9 de maig de 1958) és un director, productor, guionista i actor estatunidenc, reconegut per dirigir pel·lícules com Malson a Elm Street 3, Blob, La màscara (que va guanyar el premi als millors efectes especials al XXVII Festival Internacional de Cinema Fantàstic de Sitges), Eraser i The Scorpion King. Russell a més va produir l'aclamada pel·lícula dirigida per Michael Mann, Collateral.

## Filmografia

### Cinema i televisió
| Any  | Títol                      | Rol       | Rol       | Rol       | Notes                    |
| Any  | Títol                      | Director  | Guionista | Productor | Notes                    |
| ---- | -------------------------- | --------- | --------- | --------- | ------------------------ |
| 1977 | Joyride                    | Assistent | No        | No        |                          |
| 1984 | Dreamscape                 | No        | Sí        | Associat  |                          |
| 1987 | Malson a Elm Street 3      | Sí        | Sí        | No        |                          |
| 1988 | Blob                       | Sí        | Sí        | No        |                          |
| 1994 | La màscara                 | Sí        | No        | Ejecutivo |                          |
| 1996 | Eraser                     | Sí        | No        | Executiu  |                          |
| 2000 | Bless the Child            | Sí        | No        | No        |                          |
| 2002 | The Scorpion King          | Sí        | No        | No        |                          |
| 2002 | Collateral                 | No        | No        | Sí        |                          |
| 2010 | Fringe                     | Sí        | No        | No        | Episodi - "The Abducted" |
| 2016 | I Am Wrath                 | Sí        | No        | No        |                          |
| 2019 | Junglee                    | Sí        | Sí        | No        | Pel·lícula índia         |
| 2019 | India King of Martial Arts | Sí        | No        | No        |                          |
| 2024 | Witchboard                 | Sí        | Sí        | Sí        |                          |